# Нарышкино (Нижегородская область)
Нары́шкино — село в Вознесенском районе Нижегородской области. Административный центр Нарышкинского сельсовета.

## География
Село находится на расстоянии 17 км к востоку от рабочего посёлка Вознесенское, административного центра района.

### Часовой пояс
Село Нарышкино, как и вся Нижегородская область, находится в часовой зоне МСК (московское время). Смещение применяемого времени относительно UTC составляет +3:00.

## Население
| 1999 | 2002  | 2010  |
| ---- | ----- | ----- |
| 1226 | ↘1165 | ↘1096 |

## Улицы
| - ул. Калинина, - ул. Кирова, - ул. Лёвочкина, - ул. Ленина, | - ул. Льва Толстого, - ул. Микрорайон, - ул. Молодёжная, - ул. Новая, | - ул. Пешехонова, - ул. Пушкина, - ул. Степана Разина, - ул. Школьная. |

## Инфраструктура
В селе функционируют общеобразовательная школа, отделение Почты России (индекс 607353), дом культуры.

## Известные уроженцы
- Лёвочкин, Андрей Ефимович (1910—1940) — советский военнослужащий, старший политрук, Герой Советского Союза.